# Сумцов Микола Федорович
Сумцов Микола Федорович (6 (18) квітня 1854, Санкт-Петербург, Російська імперія,  — 12 вересня 1922, Харків, УСРР) — український фольклорист, етнограф і літературознавець та громадський діяч. Доктор філологічних наук (1885), професор (1889). Член-кореспондент Санкт-Петербурзької АН (від 1905 р.), дійсний член УАН (від 1921 — ВУАН) (від 25.01.1919 р.), член Чеської академії наук і мистецтв та низки слов'янських наукових товариств. Дійсний член НТШ (від 1908 р.). Видатний діяч у галузі вітчизняного музеєзнавства.
Перший викладач Харківського університету, який почав виголошувати академічні лекції українською мовою (з 1906 року).

## Життєпис

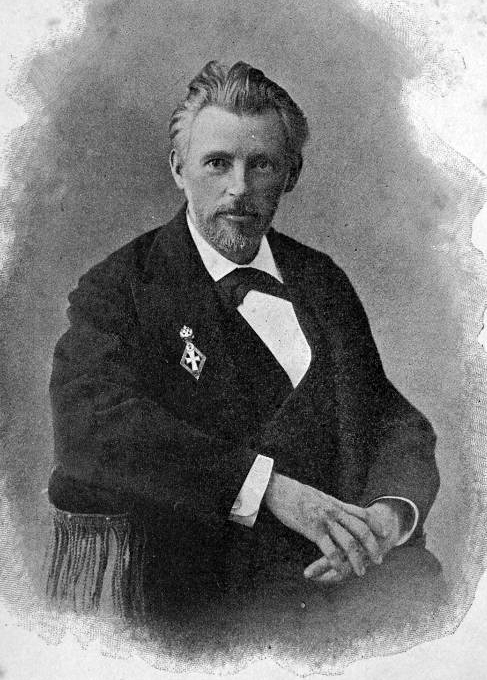
Микола Сумцов

Народився в родині чиновника. Його батько був нащадком козацької старшини Сумського слобідсько-українського козацького полку, дрібним землевласником. Прадід вченого, побудувавши хату у Боромлі, що на Слобожанщині, залишив на сволоку запис «Семен Сумець». Родове прізвище Сумець згодом перетворилося на Сумцов.

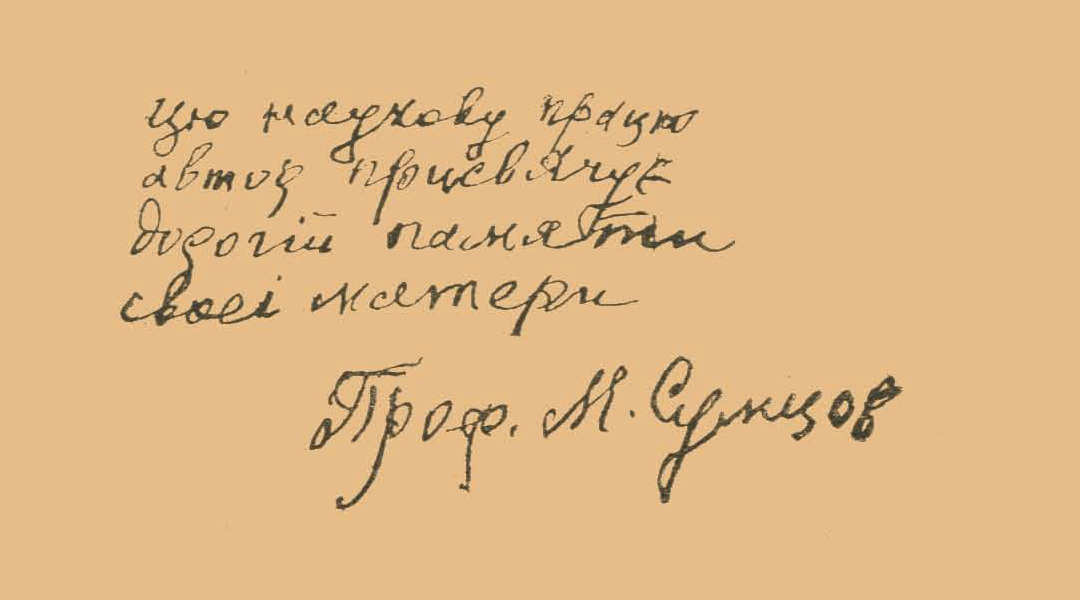
Автограф М. Ф. Сумцова на форзаці книги «Слобожане», яку він присвятив своїй матері

Після смерті батька, родина переїхала в Україну. Коли настав час віддавати сина до школи, мати перебралася до Харкова. Їй вдячний син згодом присвятив «лебедину пісню» свого життя — історико-етнографічну розвідку «Слобожане». У гімназії Микола досконало вивчив французьку та німецьку мови. Українську літературну мову опанував самостійно, читаючи твори Котляревського та Квітки-Основ'яненка. Також пробував збирати зразки українських народних пісень.
По закінченні Харківського університету (1875) деякий час студіював у Німеччині, а від 1878 р. — приват-доцент, від 1888 р. — професор Харківського університету; від 1880 р. — незмінний секретар, від 1887 р. — голова Історично-Філологічного Товариства при Харківському Університеті.

## Наукова діяльність
Головною галуззю досліджень Сумцова була етнографія, особливо фольклор. Почавши свою наукову працю як прихильник мітологічної школи, він поступово перейшов до порівняльного напряму, беручи до уваги філологічні засоби праці, з якими найкраще був ознайомлений. Праці з цієї ділянки відзначаються багатим фактичним матеріалом, зокрема: «О свадебных обрядах, преимущественно русских» (1881), «К истории южнорусских свадебных обычаев» (1883), «Хлеб в обрядах и песнях» (1885), «К вопросу о влиянии греческого и римского свадебного ритуала на малорусскую свадьбу» (1886), «Научное изучение колядок и щедривок» (1886), «Коломыйки» (1886), велика праця «Культурные переживання» (1889–1890), «Писанки» (1891), «Дума об Алексее Поповиче» (1894), «Разыскания в области анекдотической литературы» (1898), «Очерки народного быта» (1902). Кілька праць С. присвячені кобзарству і кобзарям: «Изучение кобзарства» (1905), «Бандурист Кучеренко» (1907) й ін. Історії укр. фолькльористики належить праця «Современная малорусская этнография» (т. І, 1893, II, 1897), «Діячі українського фольклору» (1910). Сумцов присвятив чимало уваги вивченню Слобожанщини: «Слобідсько-українські історичні пісні» (1914), «Слобожане. Історично-етнографічна розвідка» (1918), «Слобожанщина і Шевченко» (1918).
Працював над створенням систематизованої історії української літератури 17 ст. й опублікував ряд монографій про І. Вишенського, Л. Барановича, І. Ґалятовського, І. Ґізеля — всі у 1884–1885 pp.
Написав «Начерк розвитку української літературної мови» (1918), де нову українську мову починає власне від поетичної творчості Івана Мазепи. Питань мови торкається у працях «Вага і краса української народної поезії» (1910, 1917), «Спроба історичного вивчення малоруських прислів'їв» (1896) та ін.
Йому належать праці з історії української літератури 18-20 ст.: низка праць про Т. Шевченка, Г. Сковороду, І. Котляревського, П. Куліша, М. Старицького, І. Манжуру, І. Франка, Б. Грінченка, О. Олеся, О. Потебню. Низка праць Сумцова присвячена історії російської (зокрема про О. Пушкіна) і західно-європейської літератури, кілька — історії образотворчого мистецтва (особливо про Леонардо да Вінчі). Всього написав близько 800 наукових праць.
Праці М. Сумцова вважаються своєрідними підручниками, енциклопедіями в галузі фольклористики, етнографії, символіки мистецтва.

## Музейна діяльність
У 1884 році був призначений завідувачем Музею витончених мистецтв і старожитностей Імператорського Харківського університету.
У 1904—1918 рр. — очолював Етнографічний музей Харківського історико-філологічного товариства.
Був засновником і директором (1920—1922) Музею Слобідської України імені Г. С. Сковороди.

## Громадянська позиція
Відомий і як популяризатор, зокрема історії української культури: «Хрестоматія з української літератури» (1922). Він брав діяльну участь у громадському житті, виступаючи на оборону української національної культури. По революції 1905 Сумцов перший серед харківської професури почав читати 1906 лекції українською мовою, аж поки влада не заборонила вживати української мови на лекціях. Сумцов багато зробив для організації народних бібліотек і музеїв; він був одним з засновників Харківської громадської бібліотеки (тепер Харківська державна наукова бібліотека імені В. Г. Короленка).

## Вшанування пам'яті
- Вулиця Миколи Сумцова існує в Дніпрі.
- Вулиця Миколи Сумцова існує в Сумах, колишня вулиця Римського-Корсакова.
- Сумцовські читання — щорічні наукові читання, започатковані 18 квітня 1995 року у Харківському історичному музеї[10].
- Харківський історичний музей імені М. Ф. Сумцова.
- 100 років Харківському історичному музею імені М. Ф. Сумцова (монета)[11].

## Праці
- Науковий спадок Миколи Сумцова [Архівовано 5 вересня 2019 у Wayback Machine.] // Проект Харківського історичного музею ім. М. Ф. Сумцова
- Сумцов М. Народна словесність: хрестоматія по укр. літ. для нар. вчителів, шк. учител. та серед. і для самоосвіти / проф. М. Сумцов. — Харків: Рух, 1919. — 87 с. — (Серія шкільної та позашкільної освіти ; ч. 27).
- Сумцов Н. Ф. Хлеб в обрядах и песнях / Н. Ф. Сумцов. — Х. : Тип. М. Ф. Зильберберга, 1885. — 140 с.
- Сумцов Н. Ф. Любимые народные песни Т. Г. Шевченко / Н. Ф. Сумцов. — М. : Тип. П. П. Рябушинского, 1914. — 6 с.
- Сумцов Н. Ф. Дубы Т. Г. Шевченка / Н. Ф. Сумцов. — Харьков: Тип. «Печат. дело», 1911. — 2, 4 с.
- Сумцов Н. Ф. Из украинской старины: сб. ст. проф. Н. Ф. Сумцова. — Харків: Тип. «Печ. дело», 1905. — 162 с.
- Сумцов Н. Ф. Писанки: изд. ред. журн. «Киевская Старина». — К. : Тип. Г. Т. Корчак-Новицкого, 1891. — 49 с.
- Сумцов Н. Ф. Писанки: изд. ред. журн. «Киевская Старина». — К. : Тип. Г. Т. Корчак-Новицкого, 1891. — 49 с.
- Сумцов М. Велетень думки і слова: (О. П. Потебня) / проф. М. Сумцов. — Харків: Держ. вид-во України, 1922. — 16 с. арк. портр. [Архівовано 25 січня 2021 у Wayback Machine.]
- Сумцов Н. Ф. Очерки народного быта: (из этногр. экскурсии 1901 г. по Ахтырскому уезду Харьков. губернии). — Х. : Типо-Литогр. «Печат. Дело», 1902. — 57 с.
- Сумцов Н. Ф. Культурный уголок Харьковской губернии: (Поповская Академия) / Н. Ф. Сумцов. — Х. : Тип. Губерн. правл., 1888. — 13, 5 с.
- Сумцов Н. Ф. Религиозность Т. Г. Шевченко / проф. Н. Ф. Сумцов. — Харьков: Тип. Т-ва А. А. Иозефовича «Юж. край», 1914. — 8 с.
- Сумцов Н. Ф. Отношение В. А. Жуковского к Г. Ф. Квитке, Т. Г. Шевченко и М. А. Максимовичу / Н. Ф. Сумцов. — Харків: Тип. Губерн. Правления, 1902. — 7 с. [Архівовано 8 травня 2021 у Wayback Machine.]
- Сумцов Н. Ф. Местные названия в украинской народной словесности: изд. ред. «Киев. Старины» / Н. Ф. Сумцова. — Киев: Тип. А. Давиденко, 1886. — 34 с.
- Сумцов Н. Человек золотого сердца: (профессор Егор Кузьмич Редин) / проф. Н. Сумцов. — Харьков: Тип. «Печат. Дело», 1909. — 63 с.
- Сумцов Н. Ф. Труды Ф. И. Шмидта по истории искусства / Н. Ф. Сумцов. — Харьков: Тип. и литогр. М. Зильберберг и С-вья, 1912. — 10 с. [Архівовано 12 квітня 2021 у Wayback Machine.]
- Сумцов Н. Ф. Харьков и Шевченко / Н. Ф. Сумцов. — Х. : Тип. «Печат. дело», 1911. — 9 с.
- Сумцов Н. Ф. Опыт исторического изучения малорусских пословиц. — Харьков. Тип. Губ. Правл., 1896.
- Сумцов Н. Ф. Этюды о Т. Г. Шевченко / проф. Н. Ф. Сумцов. — Х. : Тип. Т-ва А. А. Иозефовича «Юж. край», 1914?. — 16 с. [Архівовано 19 вересня 2020 у Wayback Machine.]
- Сумцов Н. Ф. Характеристика южно-русской литературы семнадцатого века. — Изд. редакціи «Кіевской Старины». — К.: Тип. Г. Г. Корчак-Новицкого, 1885
- Сумцов Н. Ф. Малорусские пьяницкие песни / Н. Ф. Сумцов. — К. : Тип. А. Давиденко, 1886. — 26 с.
- Сумцов Н. Ф. Тур в народной словесности / соч. Н. Ф. Сумцова. — Киев: Тип. А. Давиденко, 1887. — 26 с. [Архівовано 14 лютого 2022 у Wayback Machine.]
- Сумцов Н. Ф. Научное изучение колядок и щедривок / Н. Ф. Сумцов. — К. : Тип. А. Давиденко, 1886. — 30 с.
- Сумцов Н. Ф. Пожелания и проклятия (преимущественно малорусские) / Н. Ф. Сумцов. — Х. : Тип. Губерн. Правления, 1896. — 2, 26 с.
- Сумцов Н. Ф. Мышь в народной словесности: из VIII кн. «Этнографического обозрения» / Н. Ф. Сумцов. — М. : Высочайше утв. Т-во Скоропечат. А. А. Левенсон, 1891. — 94 с. [Архівовано 15 лютого 2022 у Wayback Machine.]
- Сумцов Н. Ф. Ворон в народной словесности (Из «Этнографического обозрения», 1890, кн. 1). — Москва.типография Е. Г. Потапова, 1890.
- Сумцов Н. Ф. Песни и сказки о живом мертвеце / соч. Н. Ф. Сумцова. — Киев: Тип. Г. Т. Корчак-Новицкого, 1894. — 2, 19 с. [Архівовано 1 грудня 2020 у Wayback Machine.]
- Сумцов Н. Ф. Личные обереги от сглаза / Н. Ф. Сумцов. — Харьков: Тип. Губерн. Правления, 1896. — 20 с.
- Сумцов Н. Ф. Коломыйки Н. Ф. Сумцова. — Киев: Тип. А. Давиденко, 1886. — 24 с.
- Сумцов Н. Ф. Харьковский период научной деятельности И. И. Срезневского / Н. Ф. Сумцов. — Петроград: Тип. Император. АН, 1914. — 36 с.
- Сумцов Н. Ф. Этнографические заметки / Н. Ф. Сумцов. — М. : «Русская» типо-литогр., 1889. — 2, 23 с.
- Сумцов М. Ф. Старі зразки української народної словесності / Н. Ф. Сумцов. — Харків: Друк. «Печат. діло», 1910. — 20 с.
- Сумцов М. Ф. Слобідсько-українські історичні пісні / М. Сумцов. — Вид. 2-ге. — Черкаси: Сіяч, 1918. — 21 с.
- Сумцов М. Ф. Діячі українського фольклору / М. Ф. Сумцов. — Харків: Друк. «Печат. діло», 1910. — 37 с.
- Сумцов Н. Ф. К истории изданий малорусских исторических песен. — СПб.: Тип. Император. Акад. наук, 1899. — 15, 3 с.
- Сумцов Н. Малюнки з життя українського народного слова / проф. Н. Сумцов. — Харків: Друк. «Печат. Діло», 1910. — 144 с.
- Сумцов М. Ф. Слобожане: іст.-етногр. розвідка / проф. М. Ф. Сумцов. — Харків: Вид-во «Союз» Харьк. кредит. союзу кооперативів, 1918. —238, 4 с. — (Культурно-історична бібліотека / під заг. ред. Д. І. Багалія).
- Сумцов Н. Ф. Г. Ф. Квитка, как этнограф: по поводу пятидесятилетия со дня кончины его / Н. Ф. Сумцов. — Киев: Тип. Г. Т. Корчак-Новицкого, 1893. — 25, 2 с. [Архівовано 9 березня 2022 у Wayback Machine.]
- Сумцов Н. Ф. Религиозно-мифическое значение малорусской свадьбы / Н. Ф. Сумцова. — Киев: Изд. ред. «Киев. старины»; Тип. Г. Т. Корчак-Новицкого, 1885. — 20 с.
- Сумцов М. Українські співці й байкарі / М. Сумцов. — Вид. 2-ге. — Черкаси: Друк. Вид. т-ва «Сіяч», 1917. — 42 с. [Архівовано 22 жовтня 2020 у Wayback Machine.]
- Сумцов Н. Ф. Двадцатилетие историко-филологического общества при императорском Харьковском университете / Н. Ф. Сумцов. — Харьков: Тип. «Печат. дело», 1904. — 12 с. [Архівовано 22 жовтня 2020 у Wayback Machine.]
- Сумцов Н. Ф. Заговоры: (библиогр. указ.) / Н. Ф. Сумцов. — Харьков: Тип. К. Счасни, 1892. — 18 с. [Архівовано 22 жовтня 2020 у Wayback Machine.]
- Сумцов Н. Ф. Памяти профессора Харьковского университета Егора Кузьмича Редина // Памяти профессора Егора Кузьмича Редина: некрологи и речи. — Харьков: Тип. «Печат. дело», 1909. — С. 1–4.